# Кингсолвер, Барбара
Барбара Кингсолвер (англ. Barbara Kingsolver, род.8 апреля 1955) — американская писательница и поэтесса. Лауреат премии «Оранж» 2010 года, номинант на Пулитцеровскую премию и Американскую литературную премию ПЕН/Фолкнер.

## Биография
Барбара Кингсолвер родилась в Аннаполисе, штат Мэриленд, в 1955 году, и выросла в Карлайле, штат Кентукки. Когда ей было семь лет, семья переехала в Леопольдвиль, Конго, где её отец работал в сфере здравоохранения. После окончания средней школы Кингсолвер поступила в университет ДеПау в Гринкастле, Индиана, где получила музыкальную стипендию, но после перешла на курс биологии. Во время учебы она участвовала в митингах против войны во Вьетнаме. После окончания учебы она поступила в аспирантуру Университета Аризоны, где изучала социальную жизнь термитов.
Начала свою карьеру в 1980-х годах, публикуясь в газетах и журналах. В это же время она вышла замуж за химика Джозефа Хоффмана, и в 1987 году родила дочь. В 1992 году она развелась с мужем, а в 1995 вышла замуж за орнитолога Стивена Хоппа. С 2004 года проживает с мужем и двумя дочерьми на ферме в округе Вашингтон, штат Вирджиния.

## Литературная карьера
Первый роман Кингсолвер The Bean Trees был опубликован в 1988 году. После него были опубликованы Animal Dreams в 1990 и Pigs in Heaven в 1993, но наибольшую известность ей принес роман The Poisonwood Bible, опубликованный в 1998 году.  Он рассказывает истории жены и четырех дочерей христианского миссионера, который перевозит семью в Конго в рамках христианской миссии в Африке. Роман стал лауреатом Национальной книжной премии Южной Африки и был номинирован на Пулитцеровскую премию за художественную литературу и Американскую литературную премию ПЕН/Фолкнер. Её роман «Лакуна», вышедший в 2009 году, получил премию «Оранж» 2010 года.

### Художественная литература
- Фасолевый лес / The Bean Trees, 1988
- Homeland and Other Stories, 1989
- Animal Dreams, 1990
- Pigs in Heaven, 1993
- Библия ядоносного дерева / The Poisonwood Bible, 1998
- Prodigal Summer, 2000
- Лакуна / The Lacuna, 2009
- Flight Behavior, 2012
- Unsheltered, 2018
- Demon Copperhead, 2022

### Эссе
- Small Wonder: Essays, 2002
- High Tide in Tucson: Essays from Now or Never, 1995

### Поэзия
- Another America, 1992

### Научно-популярная литература
- Holding the Line: Women in the Great Arizona Mine Strike of 1983, 1989
- Last Stand: America's Virgin Lands, 2002
- Америка. Чудеса здоровой пищи / Animal, Vegetable, Miracle: A Year of Food Life 2007